# Álex Rei
Álex Rei es un escritor español, que se dio a conocer en 2005 cuando ganó el Premio Odisea por su primera obra de ficción: El diario de JL. En esta novela se narra la vida de un joven en Madrid y se sitúa dentro de la tendencia de la literatura gay de recrear y actualizar el hedonismo de la antigua Grecia junto a los conflictos internos de los personajes.

## Obra
- 2005: El diario de JL, ganador del Premio Odisea
- 2006: Abriendo puertas (El diario de JL II), ganador del Premio Shangay de Literatura